# 哈罗德·贾米森
哈罗德·谢里尔·贾米森（英語：Harold Sherill Jamison，1976年11月20日—），美国NBA联盟的职业篮球运动员。